# キープ・ミー・ハンギング・オン (アルバム)
『キープ・ミー・ハンギング・オン』 (Vanilla Fudge) は、ヴァニラ・ファッジが1967年に発表した1作目のスタジオ・アルバム。発表当時の邦題は『アート・ロックの旗手』だった。

## 収録曲
LP盤は5曲目からSide2となっている。
1. 涙の乗車券 - "Ticket To Ride" - 5:40
2. ピープル・ゲット・レディ - "People Get Ready" - 6:30
3. シーズ・ノット・ゼア - "She's Not There" - 4:55
4. バン・バン - "Bang Bang" - 5:20
5. 少年時代の幻影・パート1 - "Illusions Of My Childhood-Part One" - 0:20
6. キープ・ミー・ハンギン・オン - "You Keep Me Hanging On" - 7:26
7. 少年時代の幻影・パート2 - "Illusions Of My Childhood-Part Two" - 0:23
8. フォー・ア・リトル・ホワイル - "Take Me For A Little While" - 3:27
9. 少年時代の幻影・パート3 - "Illusions Of My Childhood-Part Three" - 0:22
10. エリナー・リグビー - "Eleanor Rigby" - 8:24

## 参加ミュージシャン
- マーク・スタイン - ボーカル、キーボード
- ヴィンス・マーテル - ギター
- カーマイン・アピス - ドラムス
- ティム・ボガート - ベース